# Związek Młodzieży Białoruskiej (1991)
Związek Młodzieży Białoruskiej (biał. Зьвяз Беларускай Моладзі) – białoruska organizacja powołana do życia jesienią 1991 roku w Polsce. Na zjeździe założycielskim ze wszystkich proponowanych form działalności za optymalnie skuteczną uznano i obrano kulturalno-oświatową. Od 1992 roku, kiedy to ZMB został oficjalnie zarejestrowany, cyklicznie organizuje szereg imprez kulturalnych, adresowanych głównie do młodzieży. Fundusze na działalność Związek, pozostając organizacją społeczną, pozyskuje wyłącznie z dotacji rządowych, grantów z fundacji oraz od sponsorów i osób prywatnych.
Idea utworzenia białoruskiej organizacji młodzieżowej pojawiła się, w połowie lat 80., na fali odrodzenia świadomości narodowej w środowisku studenckim związanym głównie z Białoruskim Zrzeszeniem Studentów. Doszło do tego jednak dopiero w kilka lat później i za sprawą samych młodych - uczniów szkół średnich z Bielska Podlaskiego, Hajnówki i Białegostoku.